# العزيزية (قطر)
العزيزية (بالإنجليزية: Al Aziziya)‏ هي حي في بلدية الريان في قطر، وتقع في ضواحي الدوحة.

## المعالم
- تأسس مركز قطر للأنشطة التطوعية في المنطقة في يوليو 2001. وهو يشجع العمل التطوعي بين شباب الأمة وهو مسؤول عن تنظيم فعاليات واسعة النطاق للمتطوعين.[2]
- يقع ملعب فريج العزيزية، الذي تديره اللجنة الأولمبية القطرية، في شارع الوصل.[3]
- يقع مجمع العزيزية التجاري في شارع العزيزية.
- تقع حديقة العزيزية العائلية في شارع العندب.
- يقع مجمع العزيزية الطبي على طريق سلوى.
- تحتفظ المديرية العامة للدفاع المدني بوزارة الداخلية وقطر الخيرية بفرعين في العزيزية.
- تقع حديقة حيوانات الدوحة في شارع الفروسية بالعزيزية. تم افتتاحها في الثمانينيات كأول حديقة حيوانات في قطر.[4] في عام 2013، تم الإعلان عن تحويل حديقة الحيوان إلى حديقة سفاري بتكلفة تقارب 55 مليون دولار.[5]

## النقل والمواصلات
توجد بها محطة مترو العزيزية التي هي ضمن الخط الذهبي لمترو الدوحة.

## التعليم
تقع المدارس التالية في العزيزية:
| إسم المدرسة                                     | منهاج دراسي | الدرجة               | الأجناس     | مصادر  |
| ----------------------------------------------- | ----------- | -------------------- | ----------- | ------ |
| مدرسة عبدالله بن تركي النموذجية المستقلة للبنين | مستقل       | روضة أطفال – إبتدائي | الذكور فقط  | [ 7 ]  |
| روضة العزيزية الخاصة                            | مستقل       | روضة أطفال           | على حد سواء | [ 8 ]  |
| بنات الإسراء الابتدائية المستقلة                | مستقل       | روضة أطفال – إبتدائي | الإناث فقط  | [ 9 ]  |
| مدرسة القاهرة الخاصة للبنين                     | دولي        | روضة أطفال – ثانوي   | الذكور فقط  | [ 10 ] |
| مدرسة القاهرة الخاصة بنات                       | دولي        | روضة أطفال – ثانوي   | الإناث فقط  | [ 11 ] |
| مدرسة النخبة الدولية                            | دولي        | روضة أطفال – ثانوي   | على حد سواء | [ 12 ] |
| مدرسة اقرأ الإنجليزية للبنين                    | دولي        | إبتدائي              | الذكور فقط  | [ 13 ] |